# Дистрибуција електричне енергије
Дистрибуција електричне енергије представља последњи степен у испоруци електричне енергије. Дистрибутивне мреже преносе електричну енергију од разводног постројења до појединачних потрошача. Дистрибутивна разводна постројења преко трансформатора повезују преносну мрежу са средњонапонским нивоима од 10, 20 и 35 kV. Примарне дистрибутивне мреже преносе електричну енергију на средњем напону до трансформатора ближе месту непосредне потрошње. Овде се електрична енергија опет трансформише на ниски напон који се непосредно користи и секундарном дистрибутивном мрежом се преноси до крајњих корисника. Стамбени и комерцијални објекти су спојени на нисконапонску мрежу. Купци који траже много већу снагу се могу повезати директно на примарну дистрибутивну или потпреносну мрежу.
Прелазак са преноса на дистрибуцију дешава се у трафостаници, која има следеће функције:
- Осигурачи и прекидачи омогућавају да се трафостаница искључи са преносне мреже или да се искључе дистрибутивни водови.
- Трансформатори спуштају преносне напоне, 35 kV или више, на напоне примарне дистрибуције. То су средњенапонска кола, обично 600–35000 V.[2]
- Из трансформатора струја иде на сабирницу која може да одвоји дистрибутивну снагу у више праваца. Аутобус дистрибуира струју до дистрибутивних водова, који се шире до купаца.

Градска дистрибуција је углавном подземна, понекад у заједничким комуналним каналима. Рурална дистрибуција је углавном надземна са стубовима, а приградска дистрибуција је мешовита. Ближе купцу, дистрибутивни трансформатор спушта примарну дистрибутивну снагу до нисконапонског секундарног кола, обично 120/240 V у САД за кућне кориснике. Струја до купца долази преко сервисног пада и струјомера. Крајњи круг у урбаном систему може бити мањи од 15 m (50 ft), али може бити и преко 91 m (300 ft) за руралног корисника.

## Историја
Дистрибуција електричне енергије постала је неопходна тек 1880-их када је електрична енергија почела да се производи у електранама. Пре тога, електрична енергија се обично производила тамо где се користила. Први системи за дистрибуцију електричне енергије инсталирани у европским и америчким градовима коришћени су за снабдевање расветом: лучно осветљење које ради на веома високом напону (око 3000 волти), наизменичном струјом (AC) или једносмерном струјом (DC), и расветом са жарном нити која ради на ниском напону (100 волти). волт) једносмерна струја. Оба су замењивала системе гасне расвете, при чему је лучна расвета преузела велике површине и улично осветљење, а расвета са жарном нити је замењивала гас за пословну и стамбену расвету.
Због високих напона који се користе у лучном осветљењу, једна производна станица би могла да обезбеди дуг низ светала, до 7 mi (11 km) дугих кола. Свако удвостручавање напона би омогућило каблу исте величине да преноси исту количину снаге четири пута веће удаљености за дати губитак снаге. Системи унутрашњег осветљења са жарном нити једносмерне струје, на пример прва станица Едисон Перл Стрит постављена 1882. године, имали су потешкоћа у снабдевању купаца удаљеним више од једне миље. То је било због ниског напона од 110 волти који се користио у целом систему, од генератора до коначне употребе. Едисоновом DC систему су били потребни дебели бакарни проводници, а производна постројења су морала да буду на око 1,5 mi (2,4 km) од најудаљенијег корисника да би се избегли претерано велики и скупи проводници.

### Увођење трансформатора
Преношење електричне енергије на велике удаљености на високом напону, а затим њено свођење на нижи напон за осветљење постало је призната инжењерска препрека дистрибуцији електричне енергије са многим, не баш задовољавајућим, решењима која су тестирале компаније за осветљење. Средином 1880-их дошло је до напредка са развојем функционалних трансформатора који су омогућили да се напон наизменичне струје „повиси” до много виших напона преноса, а затим спусти на нижи напон крајњег корисника. Са много нижим трошковима преноса и већом економијом обима због тога што велика производна постројења снабдевају читаве градове и регионе, употреба наизменичне струје се брзо проширила.
У САД је конкуренција између једносмерне и наизменичне струје добила лични заокрет касних 1880-их у виду „рата струја“ када је Томас Едисон почео да напада Џорџа Вестингхауса и његов развој првих америчких система AC трансформатора, указујући на све смрти узроковане високонапонским системима наизменичне струје током година и тврдњама да је било који систем наизменичне струје инхерентно опасан. Едисонова пропагандна кампања била је кратког даха, а његова компанија је прешла на AC 1892.
AC је постао доминантан облик преноса енергије са иновацијама у Европи и САД у дизајну електричних мотора и развојем пројектованих универзалних система који омогућавају да се велики број старих система повеже на велике мреже наизменичне струје.
У првој половини 20. века на многим местима електропривреда је била вертикално интегрисана, што значи да је једно предузеће радило производњу, пренос, дистрибуцију, мерење и наплату. Почевши од 1970-их и 1980-их, нације су започеле процес дерегулације и приватизације, што је довело до [[electricit[y market|тржишта]] електричне енергије. Дистрибутивни систем би остао регулисан, али су производња, малопродаја, а понекад и преносни системи трансформисани у конкурентна тржишта.

## Генерисање и пренос
Електрична енергија почиње у производној станици, где разлика потенцијала може бити и до 33.000 волти. AC се обично користи. Корисници великих количина једносмерне струје, као што су неки системи за електрификацију железнице, телефонске централе и индустријски процеси као што је топљење алуминијума, користе исправљаче за добијање једносмерне струје из јавног напајања наизменичном струјом, или могу имати сопствене системе за производњу. Високонапонска једносмерна струја може бити корисна за изоловање система наизменичне струје или контролу количине електричне енергије која се преноси. На пример, Хајдро-Квебец има линију једносмерне струје која иде од региона Џејмсовог залива до Бостона.
Од производне станице иде у разводно постројење производне станице где постепени трансформатор повећава напон на ниво погодан за пренос, са 44 kV на 765 kV. Једном у преносном систему, електрична енергија из сваке производне станице се комбинује са електричном енергијом произведеном на другом месту. Електрична енергија се троши чим се произведе. Преноси се веома великом брзином, блиском брзини светлости.

## Примарна дистрибуција
Напони примарне дистрибуције се крећу од 4  до 35  фаза-до-фазе (2,4  до 20  фаза-до-неутралног). Само велики потрошачи се напајају директно из дистрибутивних напона; већина комуналних купаца је повезана на трансформатор, који смањује напон дистрибуције на нисконапонски „напон коришћења“, „напон напајања“ или „мрежни напон“ који користе системи за осветљење и унутрашње ожичење.

### Мрежне конфигурације
Дистрибутивне мреже се деле на два типа, радијалне или мрежне. Радијални систем је уређен као стабло где сваки купац има један извор снабдевања. Мрежни систем има више извора напајања који раде паралелно. За концентрисана оптерећења користе се спот мреже. Радијални системи се обично користе у руралним или приградским подручјима.
Радијални системи обично укључују прикључке за хитне случајеве где се систем може реконфигурисати у случају проблема, као што је квар или планирано одржавање. Ово се може урадити отварањем и затварањем прекидача да би се изоловао одређени део из мреже.
Дуги напојници доживљавају пад напона (изобличење фактора снаге) због чега је потребно инсталирати кондензаторе или регулаторе напона.
Реконфигурација, разменом функционалних веза између елемената система, представља једну од најважнијих мера која може побољшати оперативне перформансе дистрибутивног система. Проблем оптимизације кроз реконфигурацију система за дистрибуцију електричне енергије, у смислу његове дефиниције, историјски је јединствен проблем са ограничењима. Од 1975. године, када су Мерлин и Бак представили идеју реконфигурације дистрибутивног система за смањење активних губитака снаге, до данас, многи истраживачи су предлагали различите методе и алгоритме за решавање проблема реконфигурације као јединственог објективног проблема. Неки аутори су предложили приступе засноване на Парето оптималности (укључујући губитке активне снаге и индексе поузданости као циљеве). У ту сврху коришћене су различите методе засноване на вештачкој интелигенцији: микрогенетичка, размена грана, оптимизација роја честица и генетски алгоритам сортирања без доминације.

### Руралне услуге
Рурални системи електрификације имају тенденцију да користе више напоне дистрибуције због већих удаљености које покривају дистрибутивни водови (видети Управу за руралну електрификацију). 7,2, 12,47, 25 и 34,5  дистрибуција је уобичајена у Сједињеним Државама; 11  и 33  су уобичајени у Великој Британији, Аустралији и Новом Зеланду; 11  и 22  су уобичајени у Јужној Африци; 10, 20 и 35  су уобичајени у Кини. Повремено се користе и други напони.
Руралне службе обично покушавају да минимизирају број стубова и жица. То користи веће напоне (од градске дистрибуције), што заузврат дозвољава употребу поцинковане челичне жице. Јака челична жица омогућава јефтинији широки размак стубова. У руралним областима трансформатор за монтажу на стуб може опслуживати само једног корисника. На Новом Зеланду, Аустралији, Саскачевану у Канади и Јужној Африци, једножилни системи повратног уземљења (SWER) се користе за електрификацију удаљених руралних подручја.
Трофазна услуга обезбеђује струју за велике пољопривредне објекте, постројења за пумпање нафте, постројења за воду или друге купце који имају велика оптерећења (трофазна опрема). У Северној Америци, надземни дистрибутивни системи могу бити трофазни, четворожични, са неутралним проводником. Рурални дистрибутивни систем може имати дуге стазе једнофазног и неутралног проводника. У другим земљама или у екстремним руралним областима неутрална жица је повезана са уземљењем да би се користила као поврат (једножилни поврат уземљења). Ово се зове неуземљени вај систем.